# كهف كولين
كهف كولين (بالإنجليزية: Collin's Cave)‏ هو كهف يقع ضمن أقاليم ما وراء البحار البريطانية في منطقة جبل طارق التابعة للتاج البريطاني.